# Camilla Granelid
Camilla Maria Granelid, född 13 oktober 1972, är en svensk innebandytränare och före detta innebandyspelare. 2016 tog hon över som förbundskapten för U19-damlandslaget i innebandy. Granelid inledde sina innebandyår i modersklubben Alunda IBK men spelade största delen av sin karriär i IBF Falun, där hon senare även blev tränare.
Granelid har vunnit VM-guld både 1997 och 2003. Hon blev årets spelare 2003. Dessutom har hon vunnit SM-silver och SM-brons.